# Зелёногурский университет
Зелёногурский университет (пол. Uniwersytet Zielonogórski) — главный государственный университет города Зелёна-Гура, Польша.
Основан 1 сентября 2001 года в результате объединения Зеленогурской политехники (которая существовала с 1965 года) и Государственной высшей педагогической школы (с 1971 года). Имеет 10 факультетов. Университет является членом Ассоциации университетов Европы и евросоюзого проекта «Socrates-Erasmus».